# Mistrzostwa Polski w Boksie 2022
Mistrzostwa Polski w Boksie Mężczyzn 2022 – 93. edycja mistrzostw, która odbyła się w dniach 3-8 grudnia 2022 roku w hali Pogoni w Zabrzu.

## Medaliści
| Kategoria:         | Złoto:                                          | Srebro:                                   | Brąz:                                                                           |
| waga do 51 kg      | Jakub Słomiński (Wda Świecie)                   | Michał Stępniak (UKS Berej Boxing Lublin) | Dawid Tomczak (Polonia Leszno) Bartłomiej Fortuna (Champion Wołomin)            |
| waga do 54 kg      | Jakub Krzpiet (Imperium Boxing Wałbrzych)       | Emilian Dudajek (Boxing Radom)            | Maciej Jewdokin (Legia Warszawa) Damian Nicpoń (Jawor Team Jaworzno)            |
| waga do 57 kg      | Jarosław Iwanow (Wisła Kraków)                  | Paweł Brach (Radomiak Radom)              | Mikołaj Mańka (Sporty Walki Gostyń) Marcel Materla (Skorpion Szczecin)          |
| waga do 60 kg      | Ilia Bader (BBB Serca Krakowa)                  | Michał Akoto-Ampaw (Wisłok Rzeszów)       | Szymon Skorupa (RMKS Rybnik) Albert Orzeł (KSZO Ostrowiec Świętokrzyski)        |
| waga do 63,5 kg    | Oliwier Zamojski (Concordia Knurów)             | Łukasz Perkowski (Skorpion Szczecin)      | Arkadiusz Zakharyan (Skorpion Szczecin) Beniamin Zarzeczny (Skorpion Szczecin)  |
| waga do 67 kg      | Michał Dawiec (Wisła Kraków)                    | Daniel Piotrowski (Skorpion Szczecin)     | Paweł Sulęcki (Legionowska ASW) Filip Oszczepalski (Fighter Kielce)             |
| waga do 71 kg      | Damian Durkacz (Concordia Knurów)               | Cezary Znamiec (Boxing Radom)             | Łukasz Zyguła (SAKO Gdańsk) Mateusz Urban (Skorpion Szczecin)                   |
| waga do 75 kg      | Bartosz Gołębiewski (RUSHH Kielce)              | Rafał Perczyński (SAKO Gdańsk)            | Łukasz Kucharski (06 Kleofas AZS AWF Katowice) Karol Welter (Skorpion Szczecin) |
| waga do 80 kg      | Łukasz Stanioch (Skorpion Szczecin)             | Kacper Derda (Skorpion Szczecin)          | Damian Cieślik (Stara Szkoła Boksu Lublin) Mateusz Ziomek (Wisłok Rzeszów)      |
| waga do 86 kg      | Tomasz Niedźwiecki (RUSHH Kielce)               | Jakub Straszewski (Champion Włocławek)    | Klemens Szczepaniak (BBB Serca Krakowa) Sebastian Kusz (Ziętek Team Kalisz)     |
| waga do 92 kg      | Mateusz Bereźnicki (Skorpion Szczecin)          | Kamil Ślendak (Start Włocławek)           | Jakub Stępiński (Imperium Wałbrzych) Adam Tutak (Stowarzyszenie Samuraj Sanok)  |
| waga powyżej 92 kg | Oskar Safaryan (Bagdasaryan Boxing Club Poznań) | Radosław Kawczak (SAKO Gdynia)            | Łukasz Kozioł (Fighters Wrocław) Paweł Wardyn (UKS Bokser Chojnice)             |